# 松垣裕
松垣 裕（まつがき ゆたか、1924年1月2日 - 2016年8月28日）は、日本の西洋史学者。

## 経歴・人物
台湾台北州基隆郡基隆街に生まれる。1941年福岡県中学修猷館を卒業し、旧制福岡高等学校文科一組に入学、ここで今来陸郎教授に学び、ランケおよびブルクハルトの著作に接したことが西洋史学を専攻するきっかけとなった。
1943年9月戦時緊急措置に基づき同校を繰り上げて卒業し、10月九州帝国大学文学部文科に入学、西洋史学を専攻する。
1945年召集を受け満州に渡り、侵入してきたソ連軍と応戦中に終戦を迎え、ナホトカの収容所に入る。
1947年復員して九州帝国大学に復学し、1948年卒業する。
1948年九州帝国大学副手として研究室に勤務、同年有給の大学院特別研究生に移籍。1951年福岡女子大学講師、同年熊本大学法文学部講師、1956年同助教授を経て1967年同教授に就任。
1979年熊本大学法文学部が拡充改組して法学部と分離した文学部の学部長に就任。
1988年熊本女子大学学長に選出され、熊本大学を退職。熊本女子大学の男女共学化と学部増設を推し進め、1994年4月、全学的に男女共学に移行し総合管理学部を増設して、熊本県立大学と改称。その初代学長を務めた後、同年8月に退任する。
1999年、勲二等瑞宝章受章『官報』号外83号、平成14年4月30日。
1998年から2000年まで熊本市教育委員長を務めた。
2016年死去。叙正四位。